# Abdalláh Júsuf Hilál
Abdalláh Júsuf Hilál (* 12. června 1993 Manáma), v anglickém přepisu arabštiny Abduulla Yusuf Helal, je bahrajnský profesionální fotbalista, který hraje na pozici útočníka za český klub Bohemians Praha 1905 a za bahrajnský národní tým.

## Klubová kariéra
Od roku 2009 hrál za bahrajnský klub East Riffa. Následně nastupoval za bahrajnský klub Al-Muharraq SC, za který hrál tamní nejvyšší fotbalovou soutěž. V ročníku 2017/18 v dresu Al-Muharraq vyhrál nejvyšší bahrajnskou soutěž.

### Bohemians 1905
V létě roku 2018 přestoupil do českého klubu Bohemians 1905. Tím se stal prvním bahrajnským hráčem, který přestoupil do některého z evropských prvoligových klubů.
Na konci srpna 2018 v utkání se Sigmou Olomouc zařídil obrat zápasu z 0:2 na 3:2 pro Bohemians.

### Slavia Praha
V lednu 2019 přestoupil z Bohemians 1905 na lavičku Slavie Praha, která jej pro jarní část sezóny 2018/19 ponechala ještě v Bohemians 1905 na hostování.
Ve Slavii působil tři roky a získal s ní dva mistrovské tituly (2019-20 a 2020-21) i český pohár (2020-21).
Dvakrát hostoval v Liberci (podzim 2020 a 2021/22) a po skončení smlouvy ve Slavii přestoupil v červenci 2022 do indonéského klubu Persija Jakarta.

### Persija Jakarta
Hilál strávil sezonu 2022/23 v indonéské lize v Persiji Jakarta, kde nastupoval s dalšími někdejšími slávisty Michaelem Krmenčíkem a Ondřejem Kúdelou. V sedmnácti zápasech nastřílel devět gólů.

### Mladá Boleslav
Na konci června 2023 posílil bahrajnský reprezentant Mladou Boleslav. Hilál podepsal se středočeským klubem roční smlouvu.

### Bohemians Praha 1905
Dne 26. června 2024 se po čtyřech letech vrátil do Bohemians Praha 1905.

## Reprezentační kariéra
Za bahrajnský národní tým poprvé nastoupil v roce 2012.